# Elitedivisionen 2011-12
Sæson 2011-12 i Elitedivisionen. Den bedste række i Danmarksturneringen i kvindefodbold.

## Deltagere
| Klub             | Placering | Stadion                  | Slutplacering (grundspil) sidste sæson |
| ---------------- | --------- | ------------------------ | -------------------------------------- |
| Brøndby IF       | Brøndby   | Brøndby Stadion          | 2                                      |
| BSF              | Ballerup  | Ballerup Idrætspark      | 5                                      |
| Fortuna Hjørring | Hjørring  | Hjørring Stadion         | 1                                      |
| KoldingQ         | Kolding   | Mosevej Sportsplads      | 8                                      |
| Odense Boldklub  | Odense    | Ådalen                   | 4                                      |
| IK Skovbakken    | Århus     | Vejlby/Risskov Centret   | 3                                      |
| SønderjyskE      | Haderslev | Haderslev Fodboldstadion | 1. division oprykker                   |
| Team Viborg      | Viborg    | Liseborgcentret          | 7                                      |
| Taastrup FC      | Taastrup  | Taastrup Idrætspark      | 1. division oprykker                   |
| Vejle BK         | Vejle     | VB Parken                | 6                                      |

## Stilling

### 3F Ligaen
| Nr | Hold                       | K  | V  | U | T  | Mf |   | Mi | +/- | P                    |
| -- | -------------------------- | -- | -- | - | -- | -- | - | -- | --- | -------------------- |
| 1  | Brøndby IF                 | 18 | 17 | 1 | 0  | 77 | – | 8  | +69 | 52Slutspil           |
| 2  | Fortuna Hjørring           | 18 | 15 | 1 | 2  | 84 | – | 19 | +65 | 46Slutspil           |
| 3  | IK Skovbakken              | 18 | 15 | 0 | 3  | 84 | – | 20 | +64 | 45Slutspil           |
| 4  | Ballerup-Skovlunde Fodbold | 18 | 9  | 1 | 8  | 37 | – | 33 | +4  | 28Slutspil           |
| 5  | OB                         | 18 | 8  | 1 | 9  | 49 | – | 44 | +5  | 25Kvalifikationsspil |
| 6  | Vejle Boldklub             | 18 | 5  | 3 | 10 | 26 | – | 46 | −20 | 18Kvalifikationsspil |
| 7  | KoldingQ                   | 18 | 5  | 2 | 11 | 25 | – | 60 | −35 | 17Kvalifikationsspil |
| 8  | Taastrup FC                | 18 | 5  | 0 | 13 | 24 | – | 59 | −35 | 15Kvalifikationsspil |
| 9  | Team Viborg                | 18 | 3  | 5 | 10 | 20 | – | 50 | −30 | 14Kvalifikationsspil |
| 10 | SønderjyskE                | 18 | 0  | 2 | 16 | 10 | – | 97 | −87 | 2Kvalifikationsspil  |

 Opdateret: 27. juni 2012
 K: Kampe spillet, V: Vundne kampe, U: Uafgjorte kampe, T: Tabte kampe, Mf: Mål for, Mi: Mål imod, +/-: Måldifference, P: Point

 

### Slutspil
| Nr | Hold                       | K | V | U | T | Mf |   | Mi | +/- | P               |
| -- | -------------------------- | - | - | - | - | -- | - | -- | --- | --------------- |
| 1  | Brøndby IF                 | 0 | 0 | 0 | 0 | 8  | – | 6  | +2  | 0Danmarksmester |
| 2  | Fortuna Hjørring           | 0 | 0 | 0 | 0 | 13 | – | 7  | +6  | 0               |
| 3  | IK Skovbakken              | 0 | 0 | 0 | 0 | 5  | – | 7  | −2  | 0               |
| 4  | Ballerup-Skovlunde Fodbold | 0 | 0 | 0 | 0 | 7  | – | 13 | −6  | 0               |

 Opdateret: 27. juni 2012
 K: Kampe spillet, V: Vundne kampe, U: Uafgjorte kampe, T: Tabte kampe, Mf: Mål for, Mi: Mål imod, +/-: Måldifference, P: Point

 

### Kvalifikationsspil
| Nr | Hold           | K | V | U | T | Mf |   | Mi | +/- | P                |
| -- | -------------- | - | - | - | - | -- | - | -- | --- | ---------------- |
| 1  | OB             | 0 | 0 | 0 | 0 | 19 | – | 7  | +12 | 03F Liga 2012-13 |
| 2  | KoldingQ       | 0 | 0 | 0 | 0 | 12 | – | 1  | +11 | 03F Liga 2012-13 |
| 3  | Vejle Boldklub | 0 | 0 | 0 | 0 | 9  | – | 6  | +3  | 03F Liga 2012-13 |
| 4  | Taastrup FC    | 0 | 0 | 0 | 0 | 11 | – | 10 | +1  | 03F Liga 2012-13 |
| 5  | Team Viborg    | 0 | 0 | 0 | 0 | 7  | – | 10 | −3  | 01. division     |
| 6  | SønderjyskE    | 0 | 0 | 0 | 0 | 2  | – | 26 | −24 | 01. division     |

 Opdateret: 27. juni 2012
 K: Kampe spillet, V: Vundne kampe, U: Uafgjorte kampe, T: Tabte kampe, Mf: Mål for, Mi: Mål imod, +/-: Måldifference, P: Point

 

## Topscorerliste
| Nr | Spiller             | Hold             | Mål |
| -- | ------------------- | ---------------- | --- |
| 1  | Sanne Troelsgaard   | IK Skovbakken    | 24  |
| 2  | Lise Overgaard Munk | Brøndby IF       | 23  |
| 3  | Nadia Nadim         | IK Skovbakken    | 20  |
| 4  | Lotte Troelsgaard   | OB               | 17  |
| 4  | Lisa-Marie Woods    | Fortuna Hjørring | 17  |
| 6  | Kristine Pedersen   | Fortuna Hjørring | 14  |
| 7  | Pernille Harder     | IK Skovbakken    | 13  |
| 8  | Nanna Christiansen  | Brøndby IF       | 12  |
| 9  | Leena Khamis        | Fortuna Hjørring | 11  |
| 9  | Camilla Kur Larsen  | Brøndby IF       | 11  |

Opdateret: 27. juni 2012

## Fodnoter
1. ↑  Stilling på DBUs hjemmeside.
2. ↑  Stilling i Slutspil på DBUs hjemmeside.
3. ↑  Stilling i Kvalifikationsspil på DBUs hjemmeside.
4. ↑  Topscorerliste (Webside ikke længere tilgængelig)